# Паливно-енергетичні ресурси України
Па́ливно-енергети́чні ресу́рси Украї́ни — сукупність всіх природних і перетворених видів палива та енергії, які використовуються в національному господарстві.

## Нафта і газ
У межах території України виділяються 4 нафтогазоносні провінції, які складаються з 11 областей і 35 нафтогазоносних перспективних районів. У подальшому розглядаються три нафтогазоносні регіони:
- Східний (Дніпровсько-Донецька западина і північно-західна частина Донбасу),
- Західний (Волино-Подільська плита, Прикарпаття, Карпати і Закарпаття)
- Південний (Причорномор'я, Крим та у межах виняткової (морської) економічної зони Чорного та Азовського морів).

Державним балансом України враховано запаси нафти, газу і газового конденсату за 323 родовищами.
Основна їх кількість (191) зосереджена у Східному регіоні, 96 — у Західному, 36 — у Південному.
Величина щорічного видобутку вуглеводнів за останні роки в середньому становить 4 млн тонн нафти з конденсатом і 18 млрд м³ газу, що дорівнює відповідно 10 і 20 %, що споживається країною.

## Вугілля
Запаси вугілля становлять 95,4 % від загального обсягу запасів органічного палива в Україні.

## Ресурси вуглеводнів
На 1 січня 2001 p. підраховано початкових видобувних ресурсів вуглеводнів у кількості 8417,8 млн тонн умовного палива, з них нафти з конденсатом — 1706,2 млн тонн і 6711,6 млрд куб. метрів газу.
Значну частину (27 %) ресурсів вуглеводнів України зосереджено на великих (5 — 7 км) глибинах. На початок 2001 року видобуто 25 %і розвідано 15,9 % початкових ресурсів.
Таким чином, рівень реалізації ресурсів становить 40,9 %. Залишкові нерозвідані ресурси, які є базою розвитку геологорозвідувальних робіт і нафтогазовидобутку у наступні роки, становлять 4 980 млн. тонн умовного палива (нафта з конденсатом — 1 133,5 млн тонн і 3 846,4 млрд м³ газу).

## Паливно-енергетичні ресурси акваторії
У межах виняткової (морської) економічної зони Чорного і Азовського морів у 2002—2010 роках за оптимальним варіантом передбачається виявити 73 та підготувати 55 нових високоперспективних об'єктів загальною площею 1 580 км² з ресурсами категорії С3 — 650 млн тонн. Це дасть змогу забезпечити раціональне розміщення запланованих обсягів пошуково-розвідувального буріння, а також створить надійні передумови для подальшого розвитку геологорозвідувальних робіт.

## Тенденції
Останні роки характеризувалися значним зниженням темпів геологічного вивчення надр та підготовки необхідного резервного фонду об'єктів (пасток, структур) для цілеспрямованого глибокого буріння з метою відкриття середніх за розміром запасів родовищ вуглеводнів.
Згідно з оптимальним варіантом розвитку геологорозвідувальних робіт на території України планується приростити до 2010 року майже 440 млн тонн умовного палива як за рахунок наявного фонду об'єктів, так і за рахунок освоєння нових об'єктів підвищеної якості. Для забезпечення цього приросту та створення резерву для подальшого розвитку геологорозвідувальних робіт згідно з розрахунками необхідно з 2002 по 2010 роки виявити 339та підготовити 303 об'єкти загальною площею 4 840 кв. кілометрів з перспективними ресурсами 910 млн тонн вуглеводнів.
У Східному регіоні для забезпечення приросту розвіданих запасів у повному обсязі та створення надійного резерву для подальших робіт з 2002 по 2010 роки належить підготувати 270 нових об'єктів загальною площею 4 340 км² з перспективними ресурсами 820 млн тонн вуглеводнів та виявити 290 нових об'єктів.
У Західному регіоні для забезпечення приросту запасів у повному обсязі та створення надійного резерву для подальших робіт належить до 2010 року виявити пошуково-геофізичними роботами 30 об'єктів та підготувати 25 об'єктів загальною площею 370 кв. кілометрів з перспективними ресурсами 65 млн тонн вуглеводнів. Ще близько 10 об'єктів планується виявити та 5 підготувати за переглядом геолого-геофізичних матеріалів.
У Південному регіоні (суша) до 2010 року передбачається виявити 12 та підготувати 10 нових об'єктів загальною площею 130 км² з перспективними ресурсами 25 млн тонн вуглеводнів.